# Sus philippensis
Sus philippensis — один із чотирьох відомих видів роду свиней (Sus), ендемічних для Філіппін. Іншими трьома ендемічними видами є візайська бородавчаста свиня (S. cebifrons), міндорська бородавчаста свиня (S. oliveri) і палаванська бородата свиня (S. ahoenobarbus), які також є рідкісними представниками родини Suidae. Філіппінські бородавчасті свині мають дві пари бородавок з пучком волосся, що тягнеться назовні від бородавок, найближчих до щелепи. Воно має кілька місцевих назв, але найбільше воно відоме як baboy damo («кущова свиня») тагальською мовою.

## Середовище проживання
Раніше цей вид був у великій кількості від рівня моря до висоти щонайменше 2800 м, практично у всіх місцях існування. Зараз поширений лише у глухих лісах. Повідомлялося, що він поширений у гірських і мохових лісах на висоті 925–2150 м у національному парку Балбаласанг, провінція Калінга.